# سائوری یاماموتو
سائوری یاماموتو (انگلیسی: Saori Yamamoto؛ زاده ۱۶ نوامبر ۱۹۸۵) یک مانکن است. 